# Дуга Гора
Дуга Гора је насељено место у Карловачкој жупанији у Хрватској. Административно припада општини Генералски Стол.

## Становништво
На попису становништва 2011. године, Дуга Гора је имала 61 становника.
Према попису становништва из 2001. године, насеље је имало 114 становника у 48 породичних домаћинстава.
Кретање броја становника по пописима 1857—2001.
| година пописа  | 1857. | 1869. | 1880. | 1890. | 1900. | 1910. | 1921. | 1931. | 1948. | 1953. | 1961. | 1971. | 1981. | 1991. | 2001. |
| бр. становника | 614   | 0     | 0     | 633   | 634   | 610   | 553   | 570   | 607   | 591   | 577   | 455   | 310   | 206   | 114   |

- Напомена

У 1869. и 1880. подаци садржани у насељу Ердељ.

## Попис1991.
На попису становништва 1991. године, насељено место Дуга Гора је имало 206 становника, следећег националног састава:
| Попис 1991.‍ | Попис 1991.‍ | Попис 1991.‍ | Попис 1991.‍ | Попис 1991.‍ |
| ----------- | ----------- | ----------- | ----------- | ----------- |
|             |             |             |             |             |
| Хрвати      | Хрвати      |             | 206         | 100%        |
| укупно: 206 |             |             |             |             |